# 싱가포르의 행정 구역

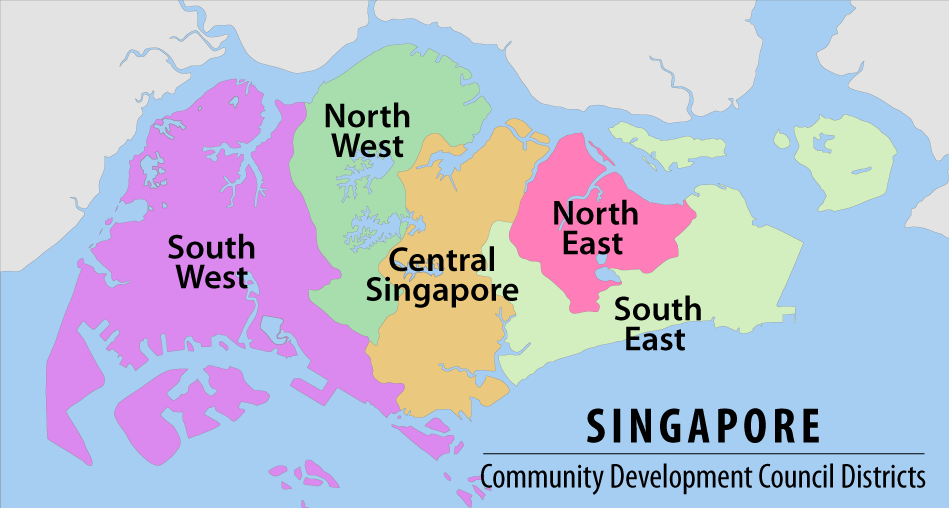
싱가포르의 사회 발전 이사회

싱가포르는 도시 국가 형태를 띠고 있기 때문에 지방 자치제도가 존재하지 않지만, 행정 구역의 역할을 맡는 기구인 사회 발전 이사회(Community Development Councils)가 대신 존재한다. 싱가포르에는 5개의 사회 발전 이사회가 있다.
- 중앙싱가포르 지구 사회 발전 이사회 (Central Singapore Community Development Council)
- 북동부 지구 사회 발전 이사회 (North East Community Development Council)
- 북서부 지구 사회 발전 이사회 (North West Community Development Council)
- 남동부 지구 사회 발전 이사회 (South East Community Development Council)
- 남서부 지구 사회 발전 이사회 (South West Community Development Council)